# Townsend (Montana)
La ville de Townsend est le siège du comté de Broadwater, situé dans le Montana, aux États-Unis.